# هری اسکس
هری اسکس (انگلیسی: Harry Essex؛ ۲۹ نوامبر ۱۹۱۰ – ۶ فوریه ۱۹۹۷) یک فیلم‌نامه‌نویس اهل ایالات متحده آمریکا بود.

## فیلم‌شناسی
- موجودی از باتلاق سیاه
- محافظ شخصی
- فت من
- داستان لاس وگاس
- پسران کتی الدر